# 黑白戰場
《黑白戰場》是2005年首映的香港電影。王晶、鍾少雄導演，陳中泰任動作設計，曾志偉、余文樂、關秀媚、黃伊汶、林雪、張耀揚主演。此電影與《黑白森林》(Colour of the Truth)(2003) 及 《黑白迷宮》(Colour of the Game)(2017) 屬同一系列。

## 劇情
江湖傳聞，有人要暗殺管理幫會巨款的龍老四。龍老四著令養兵千日的「御林軍」暗中保護自己及負起殺敵任務，眼見對手一個一個被殲滅，卻發現身邊隱藏更重大的陰謀。

## 演员
| 演员               | 角色     | 备注           |
| 曾志偉             | 龍老四   | 黑社會大佬     |
| 余文樂             | 發       | 龍老四御林軍   |
| 關秀媚             | 關玉珊   | 龍老四女朋友   |
| 黃伊汶             | 細玲     | 發女朋友       |
| 林雪               | 米探長   | 龍老四多年好友 |
| 張耀揚             | Sunny    | 黑社會大佬     |
| 陳鍵鋒             | Peter 仔 | 龍老四契仔     |
| 廖啟智             | 火柴     | 龍老四手下     |
| 黃樹棠             | 棺材     | 黑社會大佬     |
| 石蘭               | 嬌       | 龍老四妻       |
| 彭懷安 (Otto@EO2)  | 龜       | 黑社會小頭目   |
| 王志安 (Eddie@EO2) | 大牛     | 發好友         |
| 李思蓓             |          | 火柴妻         |
| 吳慶哲             | 炸彈     | 黑社會大佬     |
| 姜文杰             | 花灑     | 發好友         |
| 杜汶澤             | 傻強     | 警察           |

## 外部連結
- 開眼電影網上《黑白戰場》的資料（繁體中文）
- 香港影庫上《黑白戰場》的資料（繁體中文）
- 时光网上《黑白戰場》的資料（简体中文）
- 豆瓣电影上《黑白戰場》的資料 （简体中文）
- AllMovie上《黑白戰場》的资料（英文）
- 互联网电影数据库（IMDb）上《黑白戰場》的资料（英文）
- 爛番茄上《黑白戰場》的資料（英文）